# Chauvin (Alberta)
Chauvin est un village (village) de Wainwright No 61, situé dans la province canadienne d'Alberta.

## Démographie
En tant que localité désignée dans le recensement de 2011, Chauvin a une population de 334 habitants dans 144 de ses 151 logements, soit une variation de 8.4% avec la population de 2006. Avec une superficie de 2,321 0 km2, village possède une densité de population de 143,903 5 hab/km2 en 2011.
Concernant le recensement de 2006, Chauvin abritait 308 habitants dans 131 de ses 149 logements. Avec une superficie de 2,320 9 km2, village possédait une densité de population de 132,7 hab/km2 en 2006.
| 2001 | 2006 | 2011 | 2016 |
| ---- | ---- | ---- | ---- |
| 366  | 308  | 334  | 335  |